# ボストン高速道路天井板落下事故

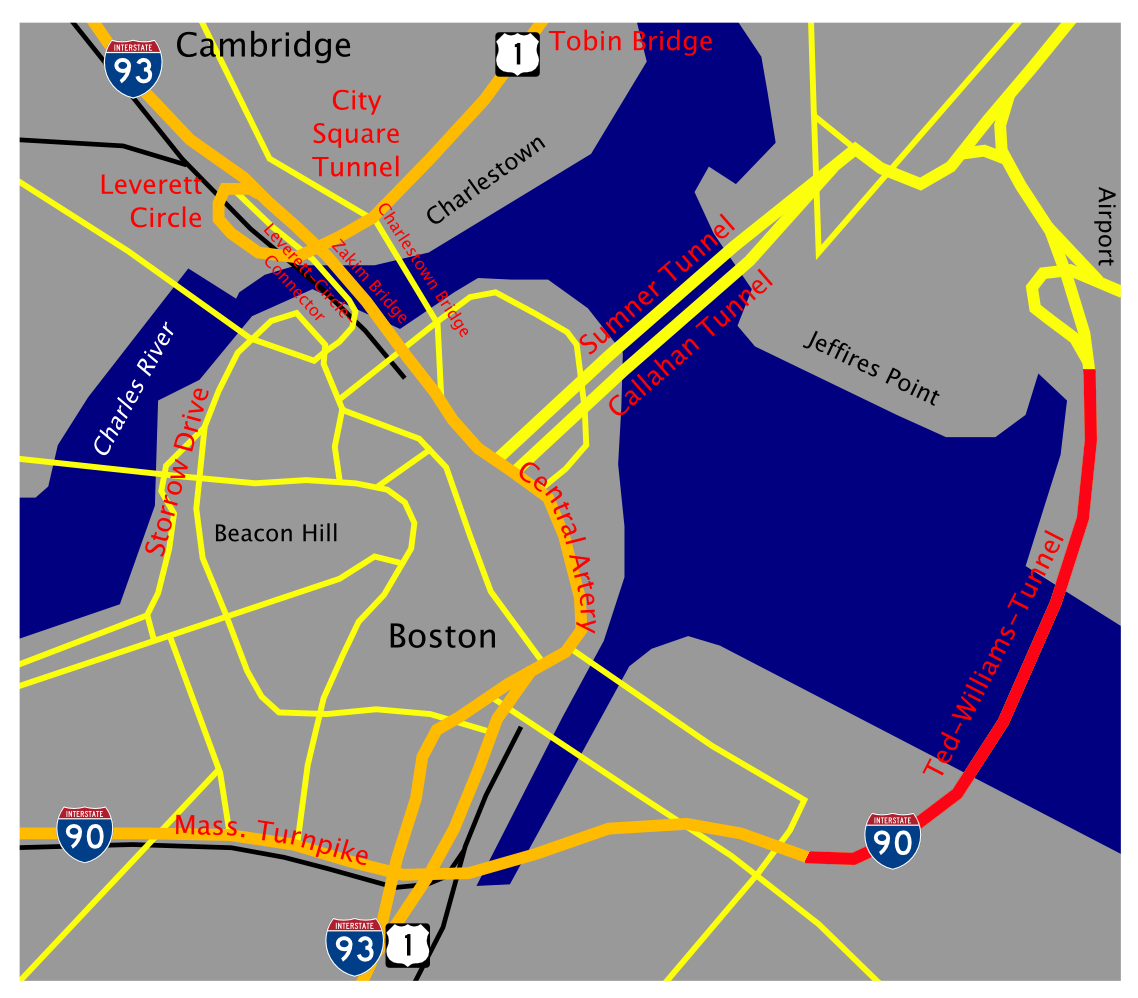
ボストン中心部の高速道路地図。右端の赤線部分がテッド・ウィリアムズ・トンネル。

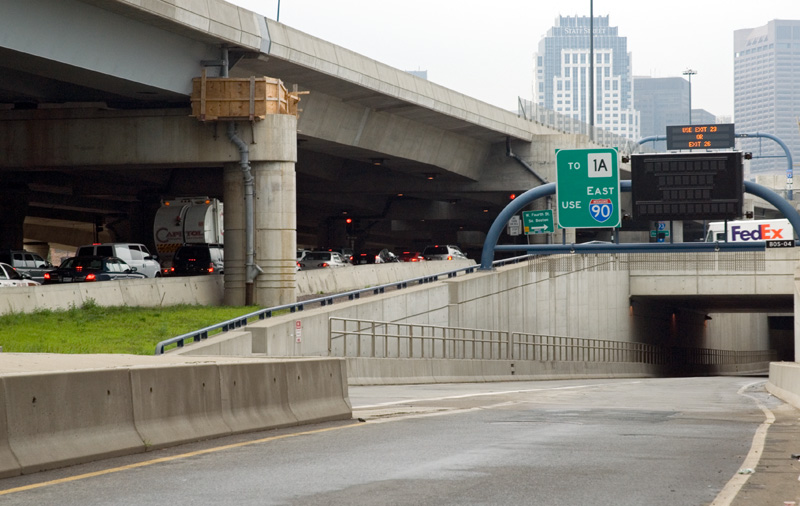
テッド・ウィリアムズ・トンネル入口、2006年7月11日。

ボストン高速道路天井板落下事故（ボストンこうそくどうろてんじょうばんらっかじこ、英語: Big Dig ceiling collapse）は、2006年7月10日、アメリカ合衆国マサチューセッツ州ボストンの高速道路ビッグ・ディグ（州間高速道路90号線東端の地下化部分、全長2.6km）のテッド・ウィリアムズ・トンネルで、天井板が12.2mの区間で崩落し、走行中の車1台が押しつぶされ1人が死亡した事故である。
現場は1993年に建設されたつり天井式トンネルで、最上部のコンクリート内壁からつった鋼材で支える約2トンの天井板10枚が落下した。
国家運輸安全委員会は2007年に事故報告書を公表。内壁に穴を開け、流し込んだ樹脂接着剤で留めたアンカーボルトが、天井板の重みに耐えられず次第に抜けたことが原因であるとして、施工不良や点検不備を指摘した。